# Xylophanes eumedon
Xylophanes eumedon es un lepidóptero de la familia Sphingidae. Es conocido en México.
Es similar a Xylophanes aristor pero más pequeño y el patrón de las alas anteriores es mucho más contrastado. Se distingue de la mayoría de las especies emparentadas por la fusión parcial y el color rosado apical de las manchas amarillas pálidas de la franja mediana de la cara superior del ala trasera. La parte superior del abdomen tiene dos líneas estrechas y pálidas, divididas medialmente por una línea marrón fina y afilada de la misma anchura. También hay un parche basal negro y unas llamativas bandas longitudinales de color amarillo dorado a ambos lados de la parte anterior del abdomen. La primera línea postmediana en la parte superior del costado delantero es ancha y muy bien marcada. La segunda se fusiona con la primera. Los espacios intermedios entre la primera y tercera línea postmediana son muy pálidos. La zona apical de la parte inferior es de color pálido en la costa, que contrasta fuertemente con el color amarillo anaranjado del suelo. La franja mediana de la parte superior trasera tiene manchas amarillas pálidas que son indistintas. Los bordes de estas manchas están teñidos de marrón anaranjado y en general, los tres puntos apicales están más o menos fusionados.
Los adultos probablemente vuelan todo el año.
Las larvas posiblemente se alimentan de Psychotria panamensis, Psychotria nervosa y Pavonia guanacastensis.